# Poudrière du Poste-de-Traite-de-la-Métabetchouane
Pour les articles homonymes, voir Métabetchouane.
La poudrière du Poste-de-Traite-de-la-Métabetchouane est une dépendance construite entre 1760 et 1788 située à Desbiens au Québec (Canada). Elle est le seul bâtiment subsistant du poste de la Métabetchouane, un poste de traite établi à l'embouchure de la rivière Métabetchouane sur le lac Saint-Jean. Elle est située sur le site du centre d'histoire et d'archéologie de la Métabetchouane.

## Histoire
La poudrière du Poste-de-Traite-de-la-Métabetchouane est située près d'un important site de rencontre des Amérindiens qui est fréquenté depuis près de 6 000 ans. Le lieu est visité par les Jésuites au XVIIe siècle. Le poste de traite de la Métabetchouane est établi par le gouverneur Jean de Lauson en 1652. Il était situé dans le domaine du roy, c'est-à-dire qu'elle faisait partie d'un vaste territoire non concédé à la colonisation dont les profits tirés de leur exploitation revenaient en principe au roi. En 1676, ont y établit une mission Jésuite en même temps ce celui du poste de traite de Chicoutimi. Il est abandonné en  1697 au bénéfice de celui de Chicoutimi.
Le poste est rétabli à la suite de la Conquête en 1760. La poudrière est construite entre 1760 et 1778. En 1802, la Compagnie du Nord-Ouest prend en charge l'exploitation du poste de la Métabetchouane. En 1821, cette compagnie est fusionnée avec la Compagnie de la Baie d'Hudson. En 1880, le poste est abandonné au profit d'un nouveau poste de traite à Pointe-Bleue, maintenant Mashteuiatsh. 
La poudrière a été classée comme immeuble patrimonial le 19 janvier 1967 par le ministère des Affaires culturelles. Il est situé à proximité du Centre d'histoire et d'archéologie de la Métabetchouane et peut être visité.

## Architecture
La poudrière est un petit bâtiment de pierre de plan rectangulaire. Elle est dépourvue de fenêtre. Le toit est en pavillon avec un mat au sommet et est recouvert de bardeau de cèdre.